# Davy Spillane
Pour les articles homonymes, voir Spillane.
 (juillet 2021).
Davy Spillane est un musicien et compositeur irlandais, né le 6 janvier 1959 à Dublin. Il est reconnu pour son talent aux uilleann pipes ainsi qu'au low whistle.

## Biographie

### Musique irlandaise et compositions
Davy naquit à Dublin en 1959 et est élevé avec l’irlandais comme première langue. À l’âge de 12 ans, il tombe sous le charme des Uillean Pipes. Son père l’emmène à des festivals à travers l’Irlande. Au cours des 3 années suivantes il joua dans des sessions et rencontra de nombreux musiciens Irlandais notoires. Il rencontre un grand nombre de musiciens au O’Donohuges, un pub de Dublin. À l’âge de 16 ans il commence à jouer dans des concerts en Irlande, au Royaume-Uni et en Europe. Il interprète le rôle d’un gitan dans le film The Traveller de Joe Comerford. En 1978 il figure dans un album de compilation de jeunes joueurs de cornemuse irlandaise prometteurs intitulé The Piper’s Rock. À partir de là, il s'éloigne de la musique traditionnelle et commence à composer ses propres mélodies, essentiellement des ballades. Il suivit les cours de l'Irish Medium secondary school Colaiste Eoin.

### Moving Hearts et albums solo
Avec Christy Moore et Donal Lunny, il fonde en 1981 le groupe Moving Hearts. Bien que chaque membre possède un solide pedigree de folk music irlandaise, le groupe joue surtout des compositions originales, parfois avec une touche d’engagement politique et une sonorité folk-rock. Leur dernier album The Storm (1985) est purement instrumental et comporte plusieurs pièces plus lentes écrites par Davy. Il surprend par la suite en se joignant aux musiciens Américains Bela Fleck, Albert Lee et d’autres pour enregistrer un album de fusion bluegrass
s/blues/irlandais de compositions originales, Atlantic Bridge. Davy constitue alors une nouvelle équipe de musiciens, dont Rory Gallagher et Kevin Glackin, pour enregistrer Shadow Hunter, un album de différents styles rock et folk. Il est suivi par Pipedreams en 1991. Ensuite Davy déménage pour vivre à Liscannor, dans le comté de Clare.

### Riverdance
Bill Whelan compose en 1992 une œuvre orchestrale intitulée The Seville Suite, partant à la découverte d'événements Hispano-Irlandais datant de 1601. Davy y joue, ainsi que l’accordéoniste Martin O’Connor, qui figurait dans Shadow Hunter. Dans son rôle de producteur, Whelan se consacre avec Davy Spillane et Andy Irvine à la création de East Wind en 1994 et finalement à celle de Riverdance en 1995. La troupe de musiciens et de danseurs réalise une tournée en Europe, chacun des principaux participants, dont Eileen Ivers, Davy Spillane, Ronan Browne et Martin O’Connor, se voyant attribué sur scène un moment en solo.

### Musique de film
En 1992, Spillane compose la musique du film de Peter Kosminsky Emily Brontë's Wuthering Heights et en 1995 a atteint un plus large public avec le film Rob Roy. D'autres session de travail qu'il a accompli comprennent Sensual World de Kate Bush (1989), Voyager de Mike Oldfield (1996), Bryan Adams' MTV Unplugged, Van Morrison et Elvis Costello. D'autres films dont: Eat the Peach et The Disappearance of Finbar. L'album de Paul Winter Journey With The Sun (2002) s'est vu décerner le prix « Musique du monde » avec Davy comme musicien. Davy fait son apprentissage avec le facteur d'instruments Dan Dowd et fait maintenant l'ensemble de ses propres instruments. En 2000, il enregistre son unique album de musique traditionnelle Forgotten Days, avec Kevin Glackin. Dans la même année, il a fondé le label « Burrenstone » afin de réaliser des musiques à consonances jazz. Il a participé à plusieurs albums de l'Afro Celt Sound System.

### Vie privée
Davy Spillane réside à Doolin, sur la côte ouest irlandaise. Il est garde-côte à la Irish Coast Guard.

## Discographie

### Albums solo
- Atlantic Bridge (1986)
- Shadow Hunter (1990)
- Pipedreams (1991)
- East Wind (1992)
- A Place Among The Stones (1994)
- The Sea Of Dreams (1998)
- Deep blue sea (2004)
- Between longing and belonging (2016)

### Davy Spillane Band
- Out of the Air (1988)

### Davy Spillane et Kevin Glackin
- Forgotten Days (2000)

### Andy Irvine et Davy Spillane
- East Wind (1994)

### Musiques de films
- Lamb (1986)
- Eat The Peach (1986)
- The Ballad of the Sad Café (1991) - Flute
- Wuthering Heights (1992)
- Rob Roy (1995) - Uilleann Pipes & Low Whistle
- Michael Collins (1996) - Uilleann Pipes & Low Whistle
- The Disappearance of Finbar (1996)
- Dancing at Lughnasa (1998) - Uilleann Pipes & Low Whistle
- Xenosaga (2002) - Uilleann Pipes & Low Whistle

### Participations musicales
- Dancing With Strangers (Chris Rea) (1987)
- North & South (Gerry Rafferty) (1988)
- The Sensual World (Kate Bush) (1989)
- Soujourner's Song (Buddy Greene) (1990)
- Lam Toro (Baaba Maal) (1992)
- The Seville Suite (Bill Whelan) (1992)
- Far From Home (Traffic) (1994)
- Riverdance (Bill Whelan) (1995)
- MTV unplugged (Bryan Adams) (1997)
- Voyager (Mike Oldfield) (1996)
- Roots of Riverdance (1997)
- Riverdance on Broadway (2000)
- Irvi (Denez Prigent) (2000)
- The Girls Won't Leave The Boys Alone (Cherish the Ladies) (2001)
- Journey With the Sun (Paul Winter) (2002)
- Gone ... but not forgotten (Richard Anthony Jay) (2007)